# Драцена
Драцената (Dracaena) е род растения, които се срещат в диво състояние само в екваториалните гори. В България се отглежда като стайно цвете. Листата ѝ са продълговати и са закачени на дълго голо стъбло. Те могат да бъдат шарени и чисто зелени (според сорта). На височина достига до 5 m.

## Отглеждане
Драцените не са капризни, ако се спазват необходимите ѝ грижи. Размножаването ѝ е вегетативно (чрез стъблени резници). Редовно трябва да се почистват изсъхналите листа и клони. Пресажда се напролет в по-голяма саксия на всеки 2 – 3 години. Корените на драцената се намират в горния слой на почвата, така че може да се направи голям дренаж.

## Галерия
- Dracaena fragrans
- Dracaena marginata
- Dracaena Surculosa
- Цвят на
 Dracaena fragrans
- Плодове на драцена
- Дървесен вид
 Dracaena draco
- Дървесен вид
 Dracaena cinnabari

## Класификация
Родът Драцена наброява близо 110 вида, измежду които:

### Храстовидни видове
- Dracaena aletriformis (Haw.) Bos
- Dracaena aubryana Brongn. ex E. Morren (syn. D. thalioides)
- Dracaena bicolor Hook.
- Dracaena braunii Engl. – „Щастлив бамбук“
- Dracaena camerooniana Baker
- Dracaena cincta
- Dracaena concinna Kunth
- Dracaena elliptica
- Dracaena fragrans (L.) Ker Gawl.
- Dracaena goldieana W. Bull
- Dracaena hookeriana
- Dracaena kaweesakii Wilkin & Suksathan
- Dracaena mannii
- Dracaena marmorata
- Dracaena phrynioides
- Dracaena reflexa Lam. – „Песен от Индия“
- Dracaena sanderiana Sander ex Mast. – „Бамбук на късмета“
- Dracaena surculosa Lindl.
- Dracaena umbraculifera Jacq.[2]

### Драконово дърво
„Драконови дървета“ е общо название на дървесни видове на рода Драцена, които са получили името си от специфичната кървавочервена смола, оприличавана на „драконова кръв“.

## Видове, влизащи в рода при бивши категоризации
- Asparagus asparagoides (L.) Druce (as D. medeoloides L.f.)
- Cordyline australis (G.Forst.) Endl. (as D. australis G.Forst.)
- Cordyline fruticosa (L.) A.Chev. (as D. terminalis Lam.)
- Cordyline indivisa (G.Forst.) Steud. (as D. indivisa G.Forst.)
- Cordyline obtecta (Graham) Baker (as D. obtecta Graham)
- Cordyline stricta (Sims) Endl. (as D. stricta Sims)
- Dianella ensifolia (L.) DC. (as D. ensifolia L.)
- Liriope graminifolia (L.) Baker (as D. graminifolia L.)
- Lomandra filiformis (Thunb.) Britten (as D. filiformis Thunb.)